# Simulium mediocoloratum
Simulium mediocoloratum är en tvåvingeart som beskrevs av Takaoka 2006. Simulium mediocoloratum ingår i släktet Simulium och familjen knott.
Artens utbredningsområde är Thailand. Inga underarter finns listade i Catalogue of Life.